# Chondren

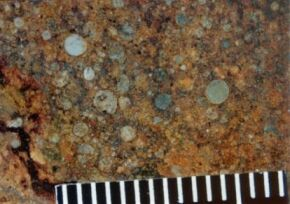
Chondren im Chondriten Grassland. Grassland ist ein stark verwitterter Meteorit, deswegen die rötliche Farbe (oxidiertes Eisen). (Millimeterskala zum Vergleich)

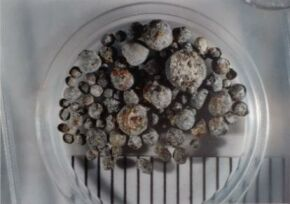
Aus dem Chondriten Bjurböle separierte Chondren. (Millimeterskala zum Vergleich)

Chondren (altgriechisch χόνδρος chóndros, deutsch ‚Graupe, Korn, rundliche Masse‘), auch Chondrulen genannt, sind millimetergroße Silikatkügelchen, die in eine feinkörnige Grundmasse eingebettet sind. Sie treten in undifferenzierten Meteoriten auf, die auch Chondrite genannt werden. Diese können bis zu 80 % Chondren enthalten.
Chondren wurden bereits 1802 von Jacques Louis de Bournon (1751–1825) als curios globules beschrieben. Der Name „Chondre“ wurde 1869 von Gustav Rose am Mineralogischen Museum der Friedrich-Wilhelms-Universität zu Berlin eingeführt.

## Entstehung
Chondritische Meteorite repräsentieren das älteste Material in unserem Sonnensystem. Es wird angenommen, dass die anderen Objekte des Planetensystems letztlich aus chondritischem Material gebildet wurden. Wegen der Häufigkeit der Chondren in diesem Material ist es deshalb wichtig, ihre Bildung zu verstehen, wenn man die Entstehung des Planetensystems nachvollziehen will. Bekannt ist heute, dass Chondren sich aus Vorgängermaterial gebildet haben, das sehr rasch – innerhalb von Minuten oder noch kürzer – auf Temperaturen bis 1900 °C erhitzt wurde und dabei schmolz. Die Schmelzkügelchen kühlten sich danach innerhalb von Stunden wieder ab.
Aufgrund der erforderlichen relativ – jedoch nicht beliebig – kurzen Aufheiz- und Abkühlphasen können einige postulierte Entstehungsprozesse ausgeschlossen werden:
- im Sonnennebel:
  - heiße Gebiete im Inneren
  - FU-Orionis-Phase der frühen Sonne
  - elektrische Entladungen (Nebelblitze)
  - magnetische Flares
- auf Protoplaneten:
  - Einschläge auf der Oberfläche
  - Ablation von der Oberfläche einschlagender Projektile während der Durchquerung der Atmosphäre

Daher wird derzeit davon ausgegangen, dass die Energiequelle für die Bildung der Chondren Akkretionsschocks (Stoßwellen) während der Bildung der Proto-Gasplaneten waren.

## Klassifikation
Die Chondren lassen sich nach ihrer Struktur im Dünnschliff in drei Klassen aufteilen (porphyrische, nicht-porphyrische und granulare Struktur), wobei die ersten beiden Klassen nach ihren mineralischen Bestandteilen in je drei weitere Untergruppen aufgeteilt werden können:
| Klasse            | Abkürzung | Bestandteile                                                    | Häufigkeit [%] |
| ----------------- | --------- | --------------------------------------------------------------- | -------------- |
| porphyrisch       | PO PP POP | Olivin Pyroxen Olivin-Pyroxen                                   | 23 10 48       |
| nicht-porphyrisch | RP BO C   | radialstrahliger Pyroxen balkenförmiger Olivin kryptokristallin | 7 4 5          |
| granular          | GOP       | granularer Olivin-Pyroxen                                       | 3              |

## Bilder

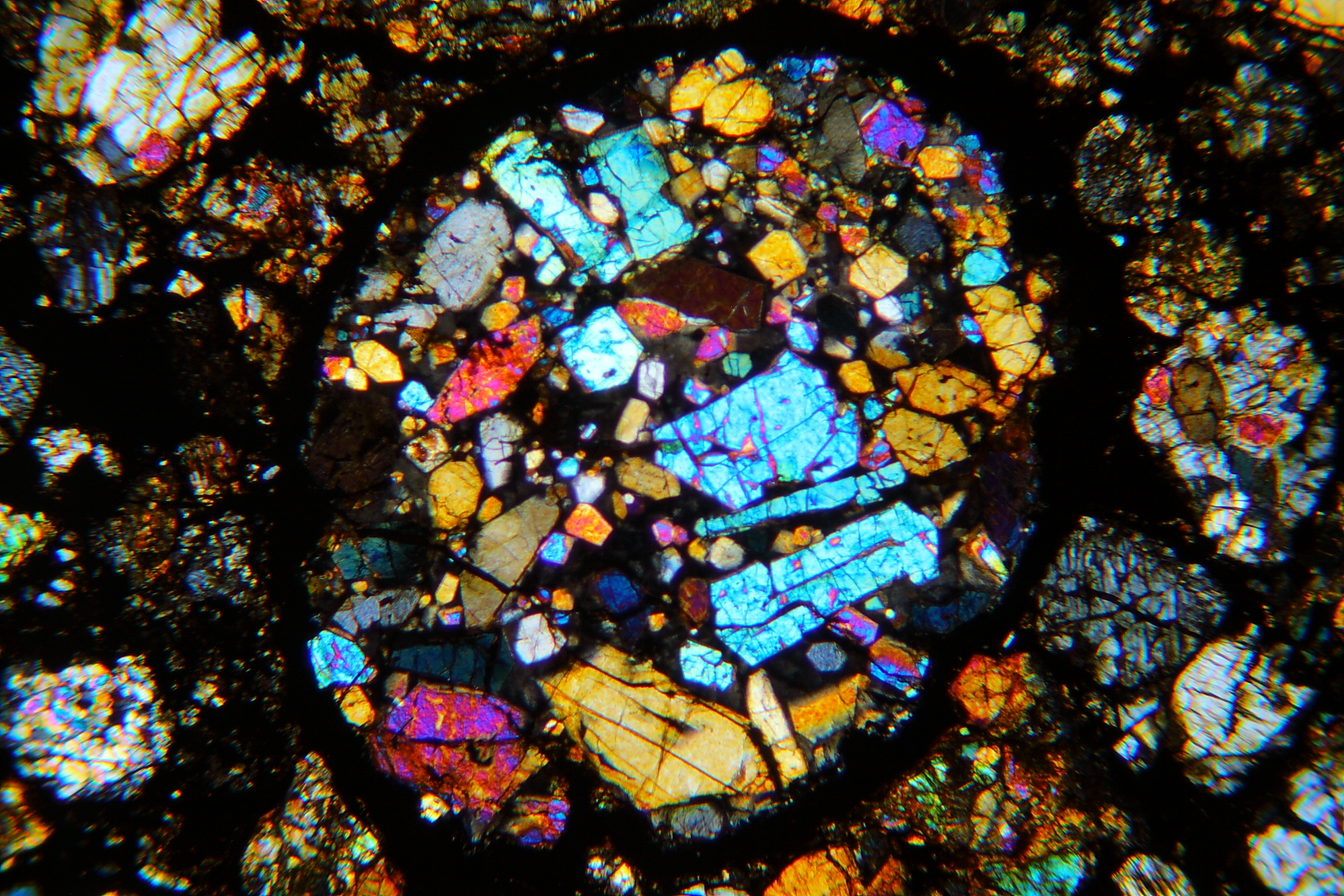
Porphyrisches Olivin-Chondron im Dünnschliff, gekreuzte Polarisatoren
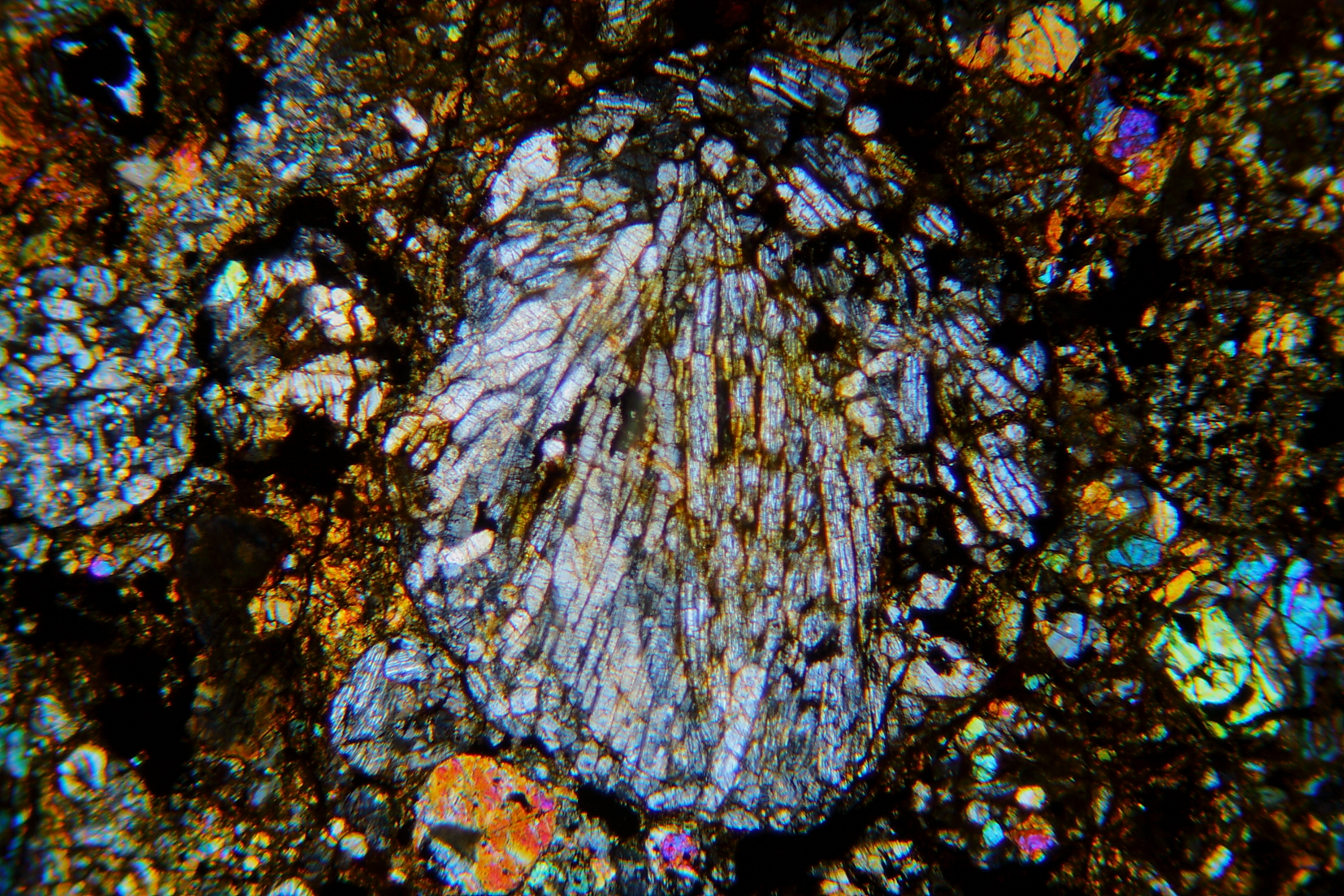
Chondron aus radialstrahligem Pyroxen, Dünnschliff, gekreuzte Polarisatoren
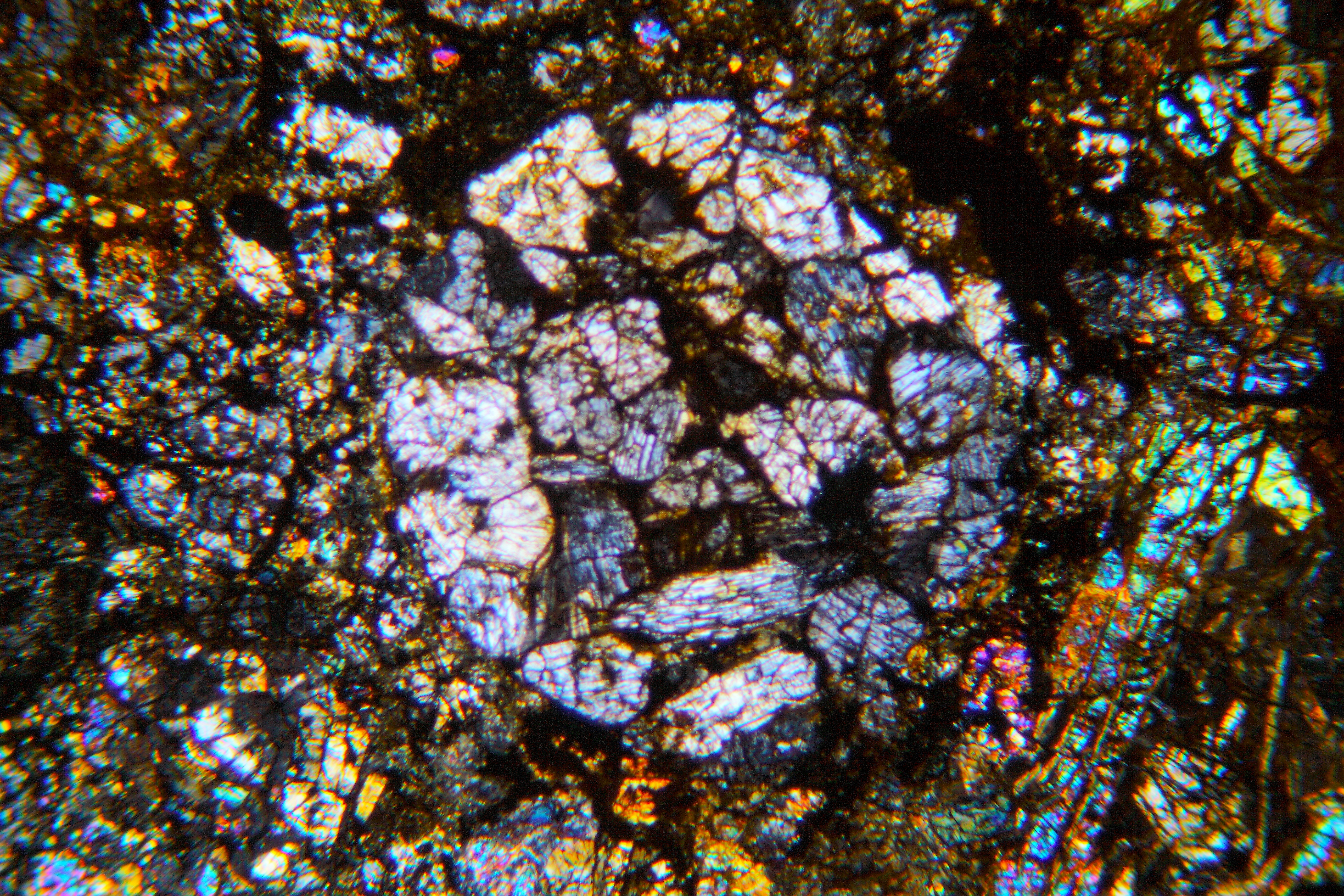
Porphyrisches Pyroxen-Chondron im Dünnschliff, gekreuzte Polarisatoren
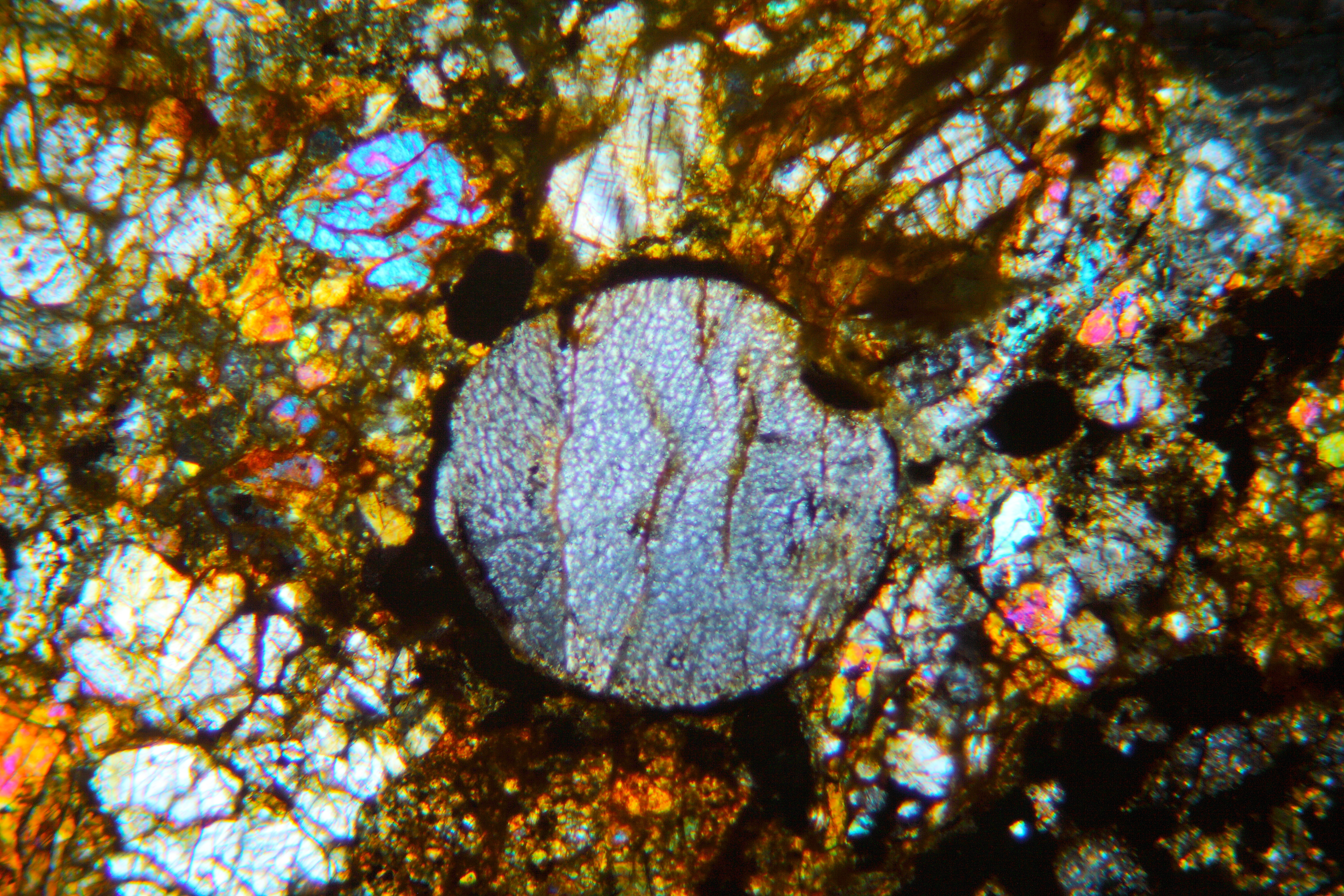
Kryptokristallines Chondron, Dünnschliff, gekreuzte Polarisatoren
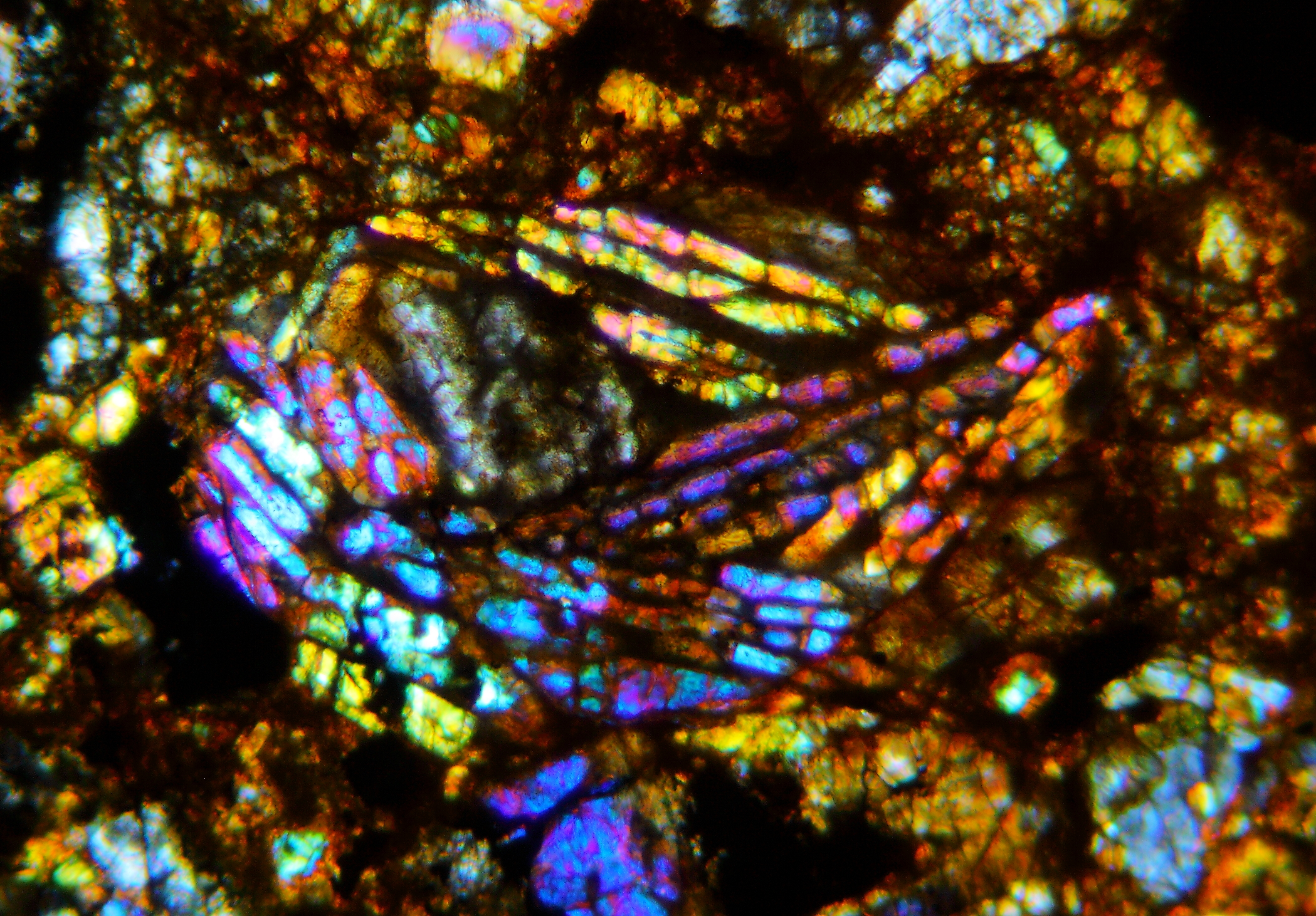
Chondron mit balkenförmigem Olivin, Dünnschliff, gekreuzte Polarisatoren